# Rydal (Cumbria)
Koordinaten: 54° 27′ N, 2° 59′ W

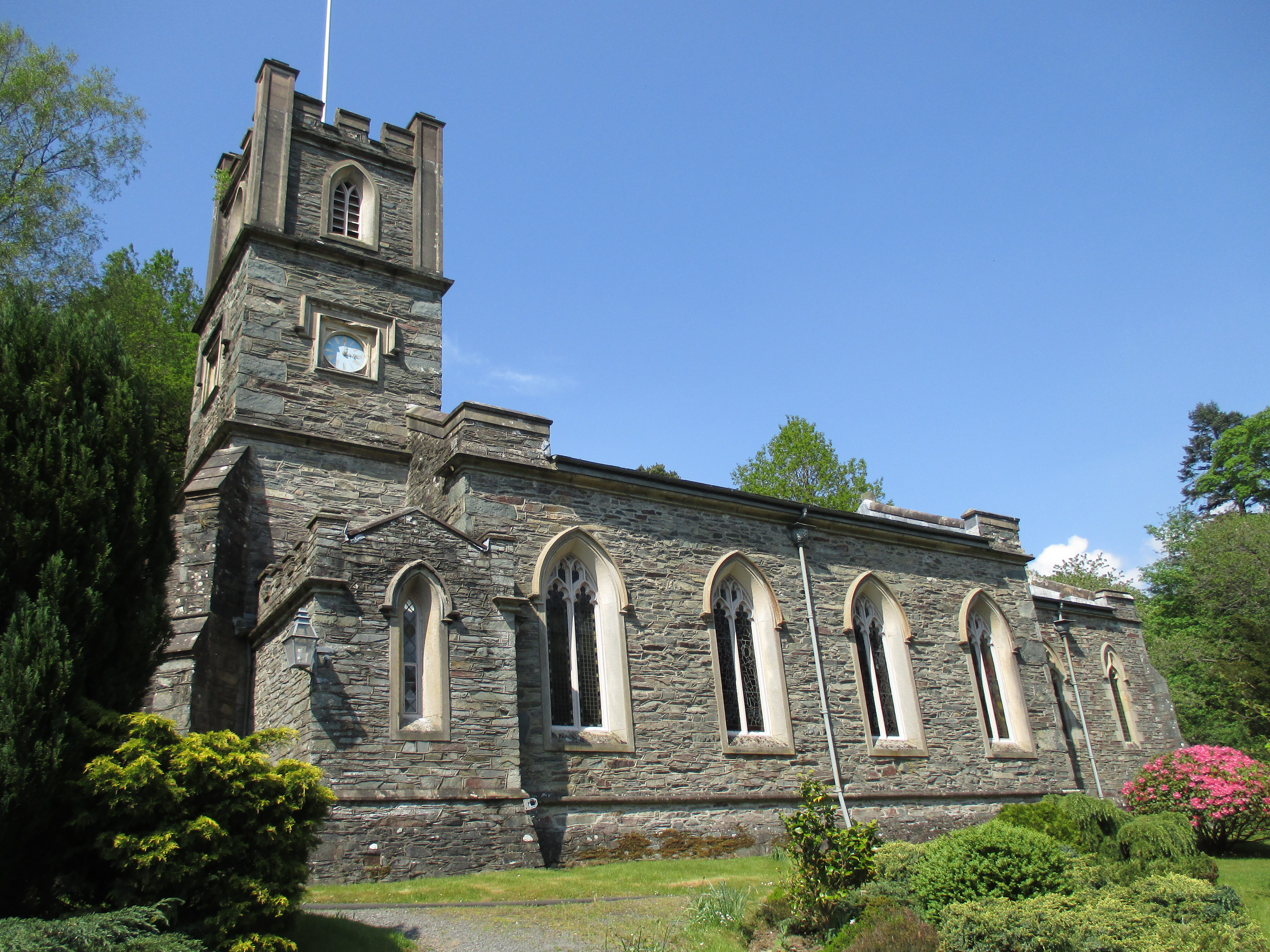
St Mary, Rydal, Cumbria

Rydal ist ein Dorf im Lake District, Cumbria, England.
Der Ort liegt am südöstlichen Ende des Sees Rydal Water an der Straße von Ambleside nach Grasmere. Rydal ist vor allem durch den Dichter William Wordsworth bekannt, der im Rydal Mount lebte und besteht neben dem Wohnhaus Wordsworth nur aus wenigen Häusern und der Kirche St Mary.